# Denosumab

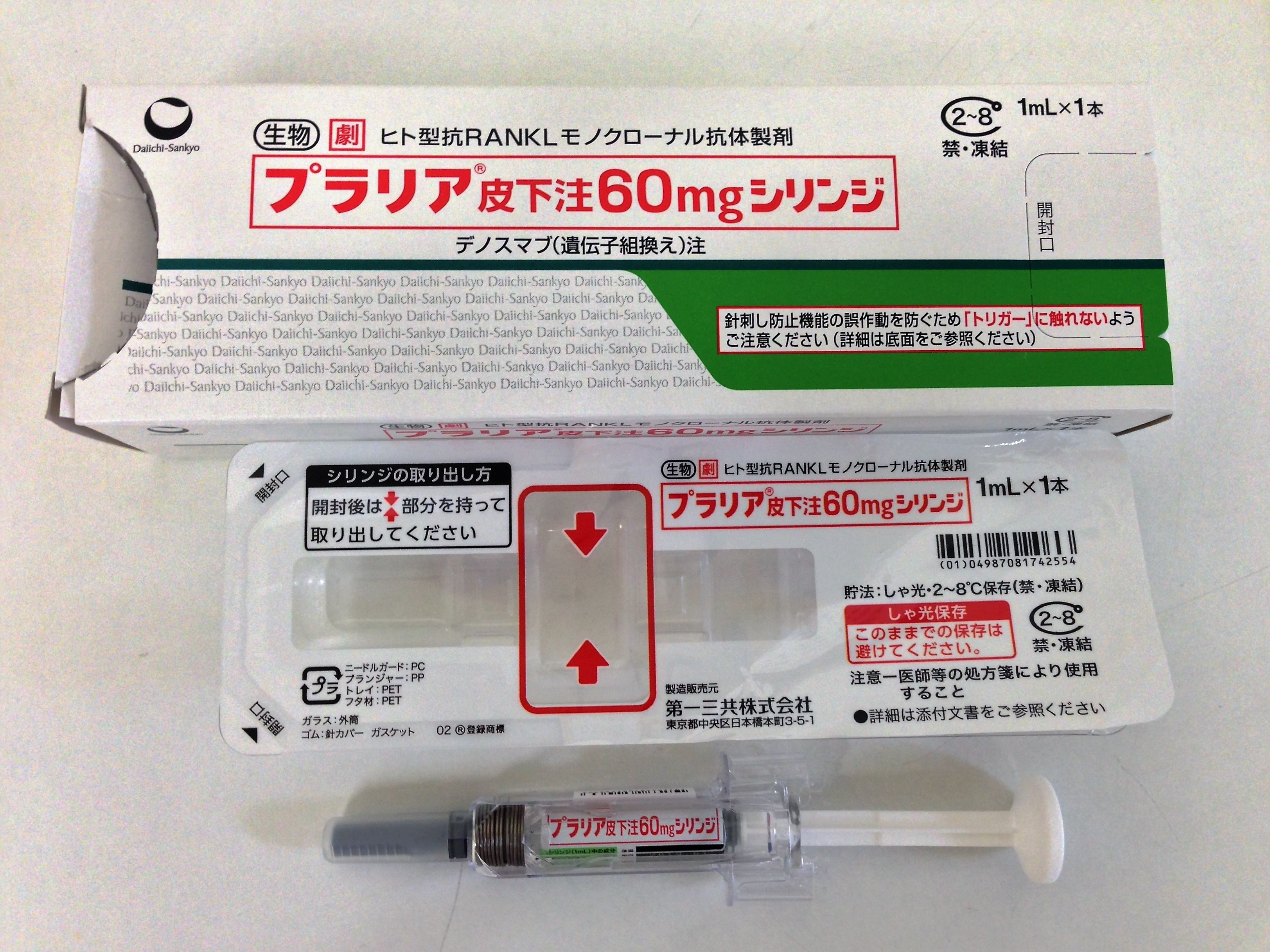
Denosumab

El denosumab es un medicamento que pertenece al grupo de los anticuerpos monoclonales. En junio del 2010 su utilización fue aprobada en Estados Unidos por la FDA para ser empleado en el tratamiento de la osteoporosis en  mujeres posmenopáusicas con alto riesgo de fracturas, tras la presentación de un estudio con 7.000 pacientes en el que se comprobó la reducción de fracturas vertebrales y de cadera tras su administración. En julio de 2011 la Comisión Europea aprobó su empleo para la prevención de fracturas, compresión de la médula espinal y dolor óseo grave en pacientes con tumores malignos que presentan metástasis en hueso.

Actúa uniéndose a un ligando llamado RANKL e impidiendo su unión al RANK (receptor), lo que ocasiona una inhibición en la formación de osteoclastos y en su funcionalidad. Estas células están implicadas en la pérdida de masa ósea y por lo tanto favorecen la aparición de fracturas.

## Dosis
Se administra a una dosis de 60 mg cada 6 meses por vía subcutánea.

## Efectos secundarios
Se han detectado diferentes efectos secundarios de este fármaco. Los más importantes han sido infección del tracto urinario, infección respiratoria, cataratas, dolores articulares y procesos de osteonecrosis (en su mayoría secundarios a maniobras quirúrgicas en relación con el hueso durante el tratamiento como extracciones dentales).

## Estudios
Un estudio internacional descubre que este fármaco bloquea la proteína RANK. Esta proteína contribuye en la mayoría de los pacientes (70 % ) a la resistencia en el tratamiento de los cáncer de mama con metástasis. Los investigadores del IMM y el CNIO han comprobado que el exceso de RANK en las células tumorales fomenta la resistencia a los inhibidores de CDK4/6, debilitado una herramienta del sistema inmune contra los tumores, el interferón gamma. Es decir, las pacientes con demasiada proteína RANK se quedan sin una defensa natural de su cuerpo y además no responden al tratamiento más habitual y efectivo.